# Mitrofan Dawydow
Mitrofan Jelisiejewicz Dawydow (ur. 1911 we wsi Bowka w guberni mohylewskiej, zm. we wrześniu 1990 w Smoleńsku) – oficer NKWD, jeden ze sprawców zbrodni katyńskiej.
Był Białorusinem, skończył 6 klas szkoły sowieckiej, 10 października 1936 wstąpił do NKWD. W 1940 jako nadzorca więzienia nr 1 Zarządu NKWD obwodu smoleńskiego brał udział w mordowaniu polskich jeńców w Katyniu; 26 października 1940 nagrodzony za to przez szefa NKWD Ławrientija Berię. Po wojnie był m.in. dyżurnym pomocnikiem komendanta więzienia Zarządu NKWD obwodu smoleńskiego i komendantem więzienia nr 4 Zarządu MWD tego obwodu; pracował również w tym zarządzie. Miał stopień starszego porucznika. Od 1 kwietnia 1955 inspektor wydziału służby drogowej oddziału milicji Kolei Kalinińskiej. Był odznaczony Medalem „Za zasługi bojowe” (12 maja 1945) i 6 innymi medalami.